# Стеллин, Адоне
Адоне Стеллин (итал. Adone Stellin; 3 марта 1921, Скио, Венеция — 14 мая 1996, Падуя, Венеция) — итальянский футболист, игравший на позиции защитника. Выступал, в частности, за клубы «Удинезе» и «Бари», а также национальную сборную Италии.

## Клубная карьера
Во взрослом футболе дебютировал в 1939 году выступлениями за команду «Удинезе», в которой провёл два сезона, приняв участие лишь в 6 матчах серии Б.
Впоследствии, с 1941 года играл в командах низших лиг «Падова», «Бассано Виртус» и «Кормонезе».
В 1947 году заключил контракт с командой «Дженоа», которую тренировал английский специалист Уильям Гарбатт. Дебютировал в серии А 12 октября 1947 года в пятом туре чемпионата против «Алессандрии», матч завершился победой его команды 3:0. Всего за сезон 1947/48 сыграл 20 матчей за генуэзцев в чемпионате.
С 1948 года три сезона защищал цвета клуба «Бари» под руководством Дьёрдя Шароши. Играя в составе «Бари», как правило, выходил на поле в основном составе команды — он сыграл 32 матчей в сезоне 1948/49 и 26 матчей в сезоне 1949/50, который закончился вылетом команды из высшей лиги и в серию Б. Это был его последний сезон в высшем дивизионе. После этого он играл ещё в течение года за «Бари» в серии Б, а затем перешёл в команду «Тома Малье», с которой он выиграл группу D серии C сезона 1951/52.
Умер 14 мая 1996 года на 76-м году жизни в городе Падуя.

## Выступления за сборную
В 1948 году в составе национальной сборной был участником футбольного турнира на Олимпийских играх в Лондоне. Дебютировал в сборной на турнире 2 августа в Брентфорде против сборной США, в котором забил гол с пенальти, а игра закончилась с результатом 9:0 в пользу Италии. Второй игрой стала четвертьфинальная встреча в Лондоне против сборной Дании, которую итальянцы проиграли 3:5 и покинули турнир. Больше за итальянскую сборную не играл.